# Yann Millon
Yann Millon, né le 26 mars 1970 à Yvetot (Seine-Maritime), est un duathlète français, sacré double champion du monde de duathlon en 1999 et 2000. Durant sa carrière, il pratique également avec succès le cyclo-cross, et l'athlétisme, en particulier les courses de fond et le cross-country.

## Biographie

### Jeunesse
Yann Millon consacre la majeure partie de sa jeunesse au cyclisme. En 1984, il rejoint le Club sportif de Gravenchon. Sacré champion de Normandie sur route en 1986, dans la catégorie des cadets, il récidive la saison suivante en cyclo-cross. En 1988, quatrième du championnat de Normandie junior sur route, il participe même aux championnats de France junior.

### Carrière professionnelle

#### Cross-country
Dans les années 1990, Yann Millon réoriente sa carrière vers l'athlétisme, avec les courses de fond et le cross-country. Il rejoint l'équipe de France en 1993, et, pour son premier championnat international, termine huitième des championnats d'Europe de cross-country 1996. En compagnie de Mustapha Essaïd, Cédric Dehouck et Mohamed Ezzher, il est sacré vice-champion par équipes. Il réitère cette performance collective l'année suivante, avec Essaïd, Bertrand Fréchard et Abdellah Béhar. 130e des Mondiaux de 1997, il devient peu à peu une personnalité assez notoire dans le monde du cross-country à cette époque, en étant donné favori sur certaines épreuves internationales. Avec Driss El Himer, Lyes Ramoul et Mustapha El Ahmadi, il est sacré champion d'Europe de cross-country par équipes 2000. Il prend ensuite sa retraite internationale en athlétisme.

#### Duathlon
Entre 1997 et 2000, Yann Millon participe à plusieurs compétitions de duathlon, mélange de cyclisme et de course à pied. Très rapidement, il se montre compétitif, étant directement sacré champion de France en 1997. Aux Mondiaux, il est sacré vice-champion, derrière le vainqueur Jonathan Hall et devant son compatriote Nicolas Lebrun. L'année suivante, lors des championnats du monde de 1998, après un départ très rapide, il parvient à gérer son avance pour être sacré champion du monde de duathlon. Lors des championnats d'Europe de 1999, il termine troisième, handicapé par un tendon d'Achille fragile. La même année, toujours blessé, il termine troisième des championnats de France. Après s'être soigné de sa blessure, il parvient à conserver son titre de champion du monde, devenant le premier duathlète européen à être sacré double champion du monde. L'année suivante, alors qu'il reprend plus activement le cross-country, il ne participe quasiment qu'aux Mondiaux de 2000 : lâché dans la partie cycliste par son compagnon d'échappée, il termine toutefois vice-champion.

### Retraite et reconversion
Après sa retraite sportive en 2002, Yann Millon prend en charge les licenciés des benjamins jusqu'aux adultes, du Biscarrosse Olympique Athlétisme de 2004 à 2010,. Millon est pris en exemple par Benoît Nicolas, très bon athlète devenu champion du monde de duathlon, qui considère le Normand comme « sa référence ».

## Palmarès

### Cross-country
Le tableau présente les résultats les plus significatifs (podium) obtenus sur le circuit international de cross-country depuis 1996.
|      | Compétition                       | Pays     | Position          | Temps / Points |
| ---- | --------------------------------- | -------- | ----------------- | -------------- |
| 2000 | Championnats d'Europe par équipes | Suède    | Médaille d'or     | 23 pts         |
| 1997 | Championnats d'Europe par équipes | Portugal | Médaille d'argent | 46 pts         |
| 1996 | Championnats d'Europe par équipes | Belgique | Médaille d'argent | 47 pts         |

### Duathlon
Le tableau présente les résultats les plus significatifs (podium) obtenus sur le circuit international de duathlon depuis 1997.
|      | Compétition                                    | Pays       | Position           | Temps           |
| ---- | ---------------------------------------------- | ---------- | ------------------ | --------------- |
| 2000 | Championnats du monde de duathlon              | France     | Médaille d'argent  | 1 h 47 min 11 s |
| 1999 | Championnats du monde de duathlon              | États-Unis | Médaille d'or      | 1 h 44 min 58 s |
| 1999 | Championnats d'Europe de duathlon              |            | Médaille de bronze | 1 h 51 min 42 s |
| 1999 | Championnat de France                          | France     | Médaille de bronze | 1 h 53 min 54 s |
| 1999 | Grand Prix de duathlon - classement individuel | France     | Médaille d'or      |                 |
| 1998 | Championnats du monde de duathlon              | Allemagne  | Médaille d'or      | 1 h 53 min 27 s |
| 1997 | Championnat de France                          | France     | Médaille d'or      | 1 h 55 min 38 s |
| 1997 | Championnats du monde de duathlon              | Espagne    | Médaille d'argent  | 1 h 50 min 24 s |